# Konstantinopel

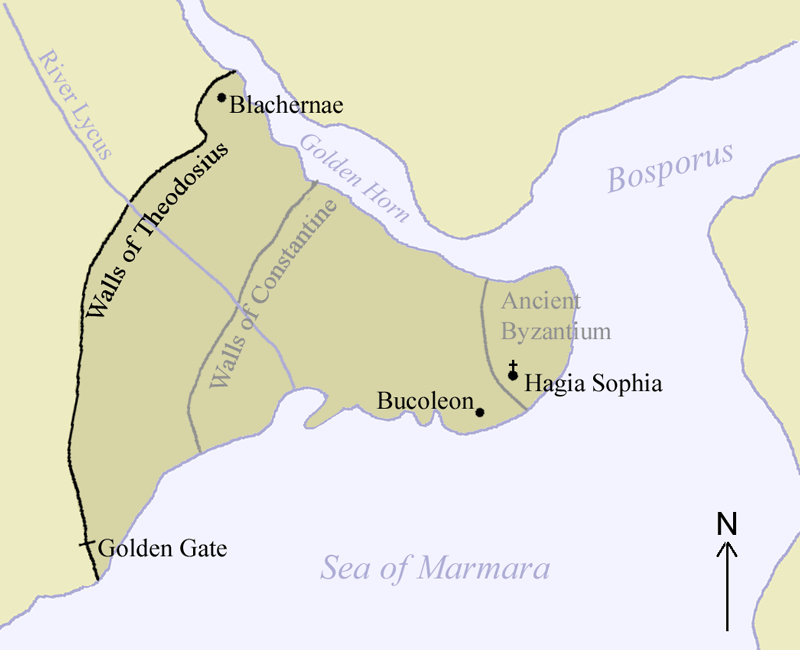
Konstantinopels läge vid Bosporen, mellan Gyllene hornet och Marmarasjön.

Konstantinopel (latin: Constantinopolis; grekiska: Κωνσταντινούπολης, Kōnstantinoupolis) är ett äldre namn på Istanbul i dagens Turkiet. Kejsaren Konstantin den store döpte staden till Nova Roma (Nya Rom), när han år 330 flyttade Romerska rikets huvudstad från Rom till det rika Byzantion, den gamla grekiska staden vid det strategiska södra inloppet till Bosporen. Byzantion hade grundats redan omkring 660 f.Kr. av grekiska kolonisatörer, men med status som Romarrikets huvudstad expanderade Nova Roma mycket kraftigt. Staden fick genast namnet Konstantinopel i folkmun, och hade hundra år efter sin utnämning till huvudstad mer än en miljon invånare. Konstantinopel blev huvudstad i Östromerska riket när Romarriket i praktiken delades i en östlig och en västlig del år 395. Östrom är ursprunget till den statsbildning som konventionellt benämns Bysans eller Bysantinska riket, men som är det romerska rike som blev kvar efter Västromerska rikets kollaps under 400-talet. Bysans huvudstad Konstantinopel stod emot den islamiska-osmanska expansionen ända fram till 1453. Under hela denna tid uppfattade rikets invånare sig själva som romare (gr. romaioi).

## Historik

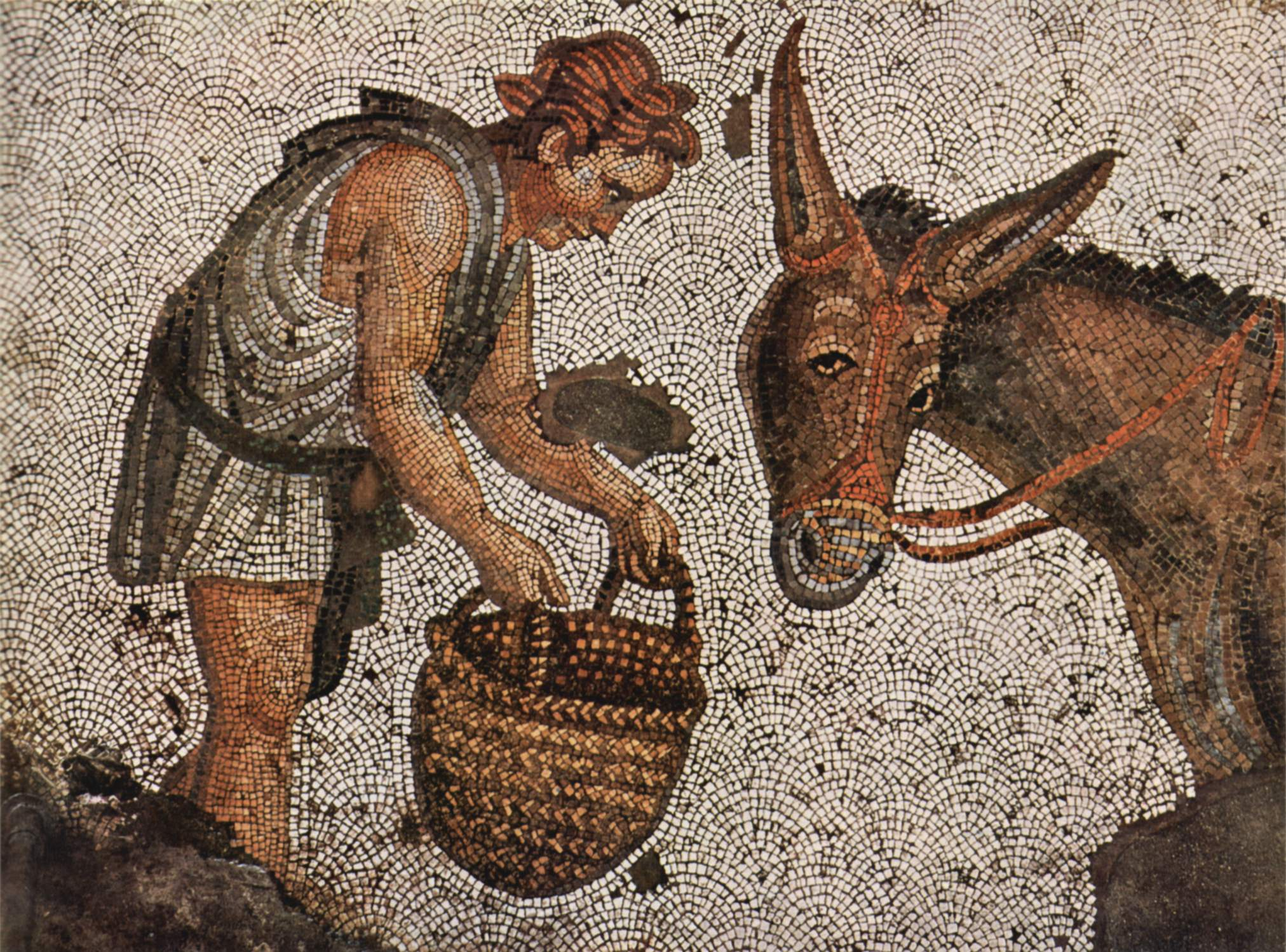
Golvmosaik från det Stora palatset i Konstantinopel.

### Historisk betydelse
Konstantinopels historiska betydelse är svår att överskatta. Staden hade hundra år efter sin invigning mer än en miljon invånare och var Europas största och rikaste stadsbildning under de följande tusen åren.[källa behövs] Grekerna själva kallade kort och gott sin huvudstad för i Poli, "Staden". I övriga Europa kallades den "städernas drottning" och betraktades allmänt som den kristna världens viktigaste kulturella och ekonomiska centrum. Besanter, de enda guldmynt som slogs i Europa före de italienska florinerna på 1200-talet, användes över hela kontinenten och var synonymt med Bysans. I Ryssland var Konstantinopel känd som Tsarigrad, "Kejsarstaden", och dess rykte sträckte sig ända till Kina där staden kallades Fulin, "Staden". Vikingarna kallade staden Miklagård.
Konstantinopel fick också stor religiös betydelse. Konstantin upphöjde Konstatinopels biskop, senare kallad patriark av Konstantinopel, till samma höga rang som biskopen i Rom, det vill säga påven. Deras respektive status som primus inter pares, "främst bland likar", ledde så småningom till den stora schismen 1054 då kyrkan delades i en katolsk och en ortodox del. Än idag residerar den ekumeniska Grekisk-ortodoxa patriarken av Konstantinopel i staden.
Även militärt hade Konstantinopel stor betydelse. Den mur som kejsar Theodosius II lät uppföra 413–414 utgjorde en oöverkomlig barriär för de barbarer som anföll staden från norr. På så vis utgjorde staden ett skydd för de rika, romerska provinserna i öst som kunde utvecklas relativt ostört medan Rom och städerna i väst kollapsade.
Dödsstöten för Konstantinopel som kristen huvudstad kom på 1204: 
[Då korsfararna landade i staden 1204] ...kunde de inte tro att en så rik stad kunde finnas i hela världen. Då de såg de höga murarna och rika tornen som omslöt den och de praktfulla palats och höga kyrkor som var så många att ingen kunde tro det om han inte såg det med egna ögon, och stadens längd och bredd var furstligare än alla andra...
Ur Villehardouin, Erövringen av Konstantinopel
Det fjärde korståget intog Konstantinopel 12 april 1204 och skövlade staden. Visserligen återerövrades staden av Nicaeanska styrkor under kejsar Mikael VIII Palaiologos 1261 men Konstantinopel lyckades dock aldrig återhämta sin forna styrka och glans.

### Konstantinopels fall
Slutet för det bysantinska riket kom slutligen 29 maj 1453 då Konstantinopel, under sin siste kejsare Konstantin XI Palaiologos, erövrades av Osmanska rikets sultan, Mehmet II. Staden fortsatte att utvecklas även under sina osmanska herrar och under de följande seklerna byggdes många kyrkor om till moskéer och dessutom tillkom nya moskéer. Allteftersom Konstantinopel blev Istanbul försvann den bysantinska prakten för att snart glömmas bort i väst:
Det Stora Palatset med de hängande trädgårdarna och hamnen vid Maramarasjön är försvunnet. Försvunna är också universitetet och den praktfulla Apostlakyrkan som Konstantin reserverat för de kejserliga gravarna: försvunna är de åtta offentliga termerna, de båda teatrarna, de fyra justitiepalatsen, de fjorton palatsen och de femtiotvå pelarhallarna. Försvunna är likaså de 4388 adelsresidens som han skänkt det "nya Rom". 
Ur Papaioannou, Bysantinskt och ryskt måleri

### Istanbul
År 1453 blev Konstantinopel huvudstad i Osmanska riket men de osmanska erövrarna bytte inte namn på Konstantinopel. Namnet Istanbul blev officiellt först under Republiken Turkiet år 1926, och internationellt fick det genomslag 1930. Namnet Istanbul tros härstamma från den grekiska benämningen "stinn poli" vilket betyder "till staden". Officiellt kunde staden benämnas "Konstantiniyye" eller "Dersaaded" ända fram till 1930. Den moderna turkiska republiken som grundades 1923 utsåg Ankara till huvudstad. Detta till trots är Istanbul fortfarande Turkiets största stad med knappt 14 miljoner invånare år 2012.

### Konstantinopels murar

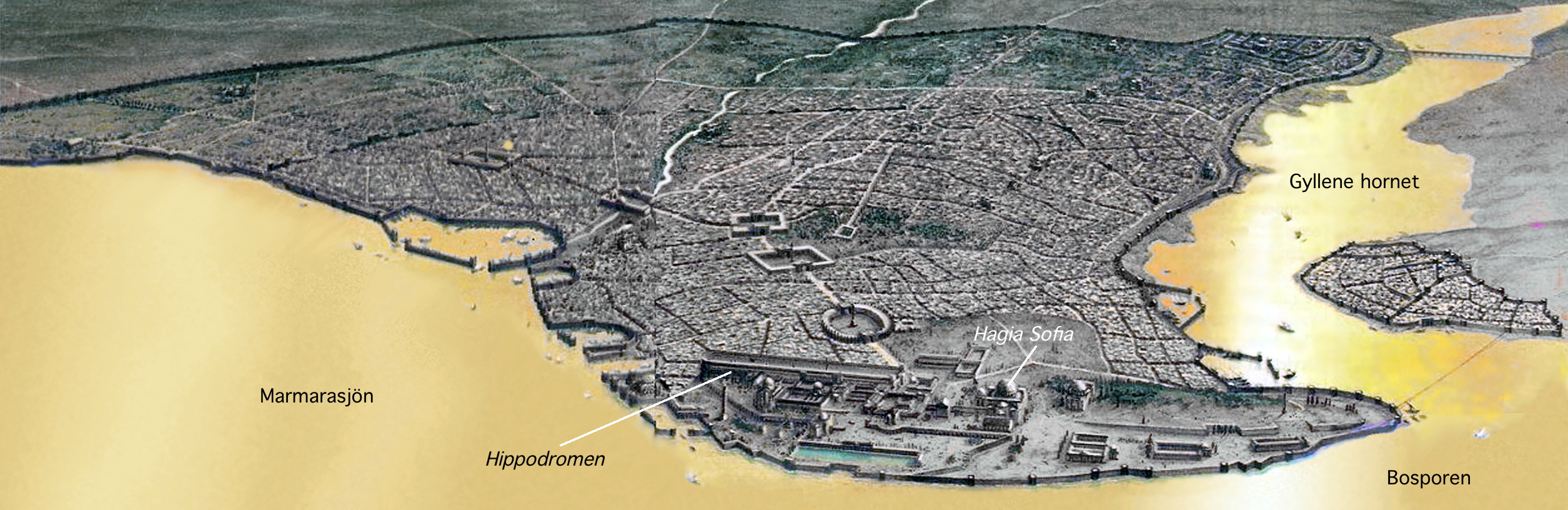
Det medeltida Konstantinopel, med ringmurarna, hippodromen, Hagia Sofia och Gyllene hornet.

Stadsmurarna i Konstantinopel är ett av världens främsta befästningverk. Genom åren gjordes det otaliga försök att erövra den största och vackraste staden i Europa. Men den skyddades av sina murar som inte gav vika förrän år 1453, då den osmanske sultanen Mehmet II utnyttjade sin tids främsta vapenteknologi och besköt murarna i två månader med en jättelik kanon. Det krävdes dock flera stormningsförsök och stora förluster innan Mehmet kunde överta staden trots att försvararna endast förfogade över totalt 7 000 man samtidigt som osmanerna vid detta tillfälle hade cirka 100 000 man.